# Partido Agrario de Moldavia

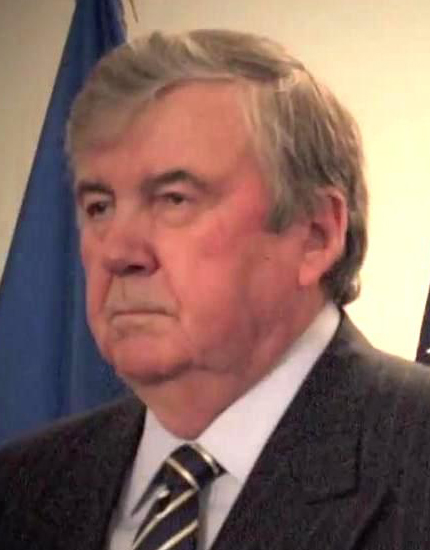
Mircea Snegur, Presidente de Moldavia (1990-1997), fue uno de los principales voceros del partido en su máximo apogeo.

El Partido Agrario de Moldavia (en rumano: Partidul Agrar din Moldova, PAM), anteriormente llamado Partido Agrario Democrático de Moldavia (Partidul Democrat Agrar din Moldova, PDAM), es un partido político moldavo, que fue muy prominente entre 1991 y 1998. Gobernando ese período con una amplia mayoría, el partido representó un enorme grupo multiétnico de centro, liderado por presidentes de las ya extintas granjas colectivas y alcaldes locales. Estos comunistas reformados se enfocaron más en el patronazgo que en la ideología y se comprometieron en mantener sus cargos de poder, privatizando el sector agrícola y agroindustrial. Mientras tanto, en la derecha política estaban los pan-rumanos del Frente popular, y en la izquierda política estaba el Bloque de Unidad Socialista y posteriormente se reintegrarán los comunistas.

## Historia
El Partido Agrario remonta sus orígenes hacia un grupo de 60 parlamentarios, con el nombre de Viaţa Satului ("La Vida del Pueblo"), que se había creado en abril de 1990. El partido nació formalmente en noviembre de 1991, tres meses después de que Moldavia se independizara de la Unión Soviética; Dumitru Moţla fue el primer presidente del partido. En aquel momento, era el único partido legal para el Parlamento de Moldavia en 1990, cuándo los partidos no comunistas aún eran ilegales, y los diputados ingresaban y salían libremente de un partido político en un entorno caótico. De esta manera, el PDAM, con su clara orientación política, su poder institucional y buena organización, obtuvo rápidamente la mayor cantidad de escaños y  se convirtió en un efectivo partido gobernante, situandóse en el centro del gobierno de unidad nacional formado a mediados de 1992, tras el cese de hostilidades en la Guerra de Transnistria. Compuesto en gran parte por la antigua élite agrícola y agroindustrial comunista, el partido defendía la soberanía moldava, rechazando los intentos de anexionarse a Rumanía y Rusia. Durante un tiempo, gran parte del ala más radical del partido rechazó la descripción del Frente Popular, en el que consideraban la lengua y etnia moldava como rumana, manteniendo la visión soviética desde una distinción étnica entre rumanos y moldavos. Durante 1994, esta ideología, a veces llamada moldeviana, se había convertido en uno de los principios centrales del partido. Esta ideología fue promovida generalmente en un discurso por uno de los voceros más destacados de entonces, Mircea Snegur (quién además fue Presidente de Moldavia durante el período 1990-1997), marcando un cambio en su inicio como postura más pro-rumana.
El discurso ayudó indudablemente a impulsar a los demócratas agrarios hacia la victoria en las elecciones parlamentarias realizadas en febrero de 1994, las primeras elecciones en el país desde su independencia. El debilitamiento del Frente Popular desde 1990 ya había mostrado su impopularidad ante su visión pro-rumana, y la retórica de Snegur era contraria a la anexión hacia aquel país, estando a favor de la independencia y la integridad territorial. Por ello, durante la elección, el Frente Popular terminó en el último lugar de los partidos elegidos y el PDAM obtuvo el 43.2% de los votos (56 de 104 escaños), lo que se tradujo en una mayoría absoluta en el Parlamento. Confirmando la popularidad de la política gubernamental, en un referéndum que se llevó a cabo en 1994, el 95.4% votó que Moldavia debía permanecer como un "estado independiente y unitario", mientras que en las elecciones locales de 1995, el partido obtuvo el 47% de los votos.
Tras las elecciones de 1994, los Agrarios invirtieron numerosas reformas Frontistas, que estaban siendo promulgadas desde años anteriores. El parlamento votó a favor de usar el himno nacional de Rumania "Deşteaptă-te, române!", como himno nacional de Moldavia. La Constitución de Moldavia, aprobada por el Parlamento en julio de 1994, describe como lengua estatal el "idioma moldavo" y no hace ninguna referencia en relación con el idioma rumano, al igual que las leyes lingüísticas realizadas en 1989. Se suspendieron todo tipo de exámenes de idioma para los funcionarios estatales, y el Departamento de Estado de Lenguas, que anteriormente había realizado "redadas" en instituciones para asegurar que los empleados conocían el idioma oficial, fue prácticamente clausurado. Esto puso fin al problema del idioma como prioridad nacional, y convirtieron a Moldavia como un estado bilingüe de facto. El partido también apoyó la autonomía de los gagaúzos, quienes pronto manifestaron la creación de una región autónoma llamada Gagauzia. Además,  respaldaron relaciones más cercanas con Rusia y las ex-repúblicas soviéticas, pidiendo participación en las estructuras económicas de la CEI (Comunidad de Estados Independientes), pero no en el ámbito político y militar de este (Moldavia se unió al CEI en 1994), y defendió su permanente neutralidad y la prohibición de tropas extranjeras en el país (como era el caso de las tropas rusas en Transnistria). El PDAM deseó que se hiciera una lenta transición al capitalismo, continuando las reformas de mercado, pero con generosos créditos y subsidios al sector agrícola.
A pesar de los compromisos lingüísticos realizados en 1994, la situación resurgió en marzo de 1995, cuándo una gran manifestación de estudiantes pidieron que la Constitución reconociera el idioma como "rumano" y no "moldavo". Snegur mostró su apoyo ante esas demandas en un discurso el mes siguiente, para diferenciarse en las próximas elecciones presidenciales que se iban a llevar a cabo en 1996. Pcoc después, Snegur y su rival, el presidente del Parlamento Petru Lucinschi, formaron sus propios partidos, en la que Snegur apela hacia la derecha  y centroderecha étnicamente moldava; mientras que Lucinschi apeló a los moldavos y eslavos de izquierda. Varios diputados del PDAM desertaron del nuevo partido de Snegur, lo que forzó a los agrarios a que confiasen en el apoyo del Bloque de Unidad Socialista, dominado por los eslavos. El tercer candidato de importancia era el Primer ministro Andrei Sangheli, quién permaneció como el líder de los Demócratas Agrarios. Tras las elecciones, Lucinschi gana y asume como Presidente de Moldavia para el período 1996-2001, e impulsa un ambicioso programa de privatización en 1997 a pesar de la enorme resistencia del PDAM y de sus aliados eslavos, aunque con la insistencia de los agricultores, aumentaron los subsidios agrícolas, y la privatización y reestructuración de los terrenos se mantuvieron muy lentas.
El PDAM se desplomó en las elecciones parlamentarias realizadas en marzo de 1998, logrando apenas un 3.6% de los votos, sin posibilidad alguna de mantener un escaño en el Parlamento. Las dos principales causas de este debacle fueron: el malestar económico y el desvanecimiento de los conflictos étnicos, que dieron paso al resurgimiento de los comunistas, y las constantes disputas entre los simpatizantes de Snegur, Lucinschi y Sangheli, causando divisiones internas en el PDAM. Por otra parte, con el partido de Snegur liderando la centroderecha, y Lucinschi siendo apoyado por el centro y la extrema izquierda, se iba marginando la izquierda moderada en el PDAM, y los campesinos moldavos se estaban desmarcando del partido, debido a que Lucinschi se alió con los eslavos y se mostró contrario a la transformación de granjas colectivas al sector privado. Hasta el año 2001, tres alianzas gobernaron juntas para impedir el acceso al poder a los comunistas, pero estos obtuvieron una victoria aplastante en las elecciones parlamentarias de 2001, obteniendo el 50.1% de los votos (71 de 101 escaños). Mientras tanto, el PDAM solo obtuvo el 1.2% de los votos, sin ocupar terreno para las elecciones locales de 2003.
En el 8.º congreso del partido realizado en julio de 2004, pasó a llamarse Partido Agrario de Moldavia (PAM), y a pesar de los preparativos para volver al poder, no lograron imponerse en las elecciones parlamentarias de 2005. Actualmente está liderado por Anatol Popuşoi, y posee 10.000 militantes. En las elecciones realizadas en abril de 2009, apoyaron al Partido Comunista de Moldavia, con Popuşoi incluido en la lista de candidatos para el partido.